# Zbuczyn
Zbuczyn è un comune rurale polacco del distretto di Siedlce, nel voivodato della Masovia.
Ricopre una superficie di 210,75 km² e nel 2004 contava 10 086 abitanti.